# Dischistocalyx obanensis
Dischistocalyx obanensis är en akantusväxtart som beskrevs av Spencer Le Marchant Moore. Dischistocalyx obanensis ingår i släktet Dischistocalyx och familjen akantusväxter. Inga underarter finns listade i Catalogue of Life.